# Dasypogon auripilus
Dasypogon auripilus är en tvåvingeart som först beskrevs av Seguy 1934.  Dasypogon auripilus ingår i släktet Dasypogon och familjen rovflugor. Inga underarter finns listade i Catalogue of Life.